# Rudolf Junkermann
Rudolf Junkermann (* 15. Februar 1887 in Werden an der Ruhr, heute zu Essen; † 8. Juli 1956 in Trier) war ein preußischer Verwaltungsjurist und Landrat.

## Leben

### Werdegang
Junkermann war ein Sohn des Landgerichtspräsidenten Adolf Junkermann in Braunschweig und der Adele, geb. Rolffs. Er legte 1905 am Domgymnasium in Naumburg (Saale) das Abitur ab und studierte anschließend Rechtswissenschaften an den Universitäten Tübingen, Kiel und Bonn. In Tübingen wurde er Mitglied des Corps Suevia. Im Juli 1908 bestand er das Referendarexamen. 1908/09 leistete er seinen Militärdienst als Einjährig-Freiwilliger im Ulanen-Regiment „Hennigs von Treffenfeld“ (Altmärkisches) Nr. 16 in Salzwedel. 1909 wurde er in Würzburg zum Dr. jur. promoviert. Es folgten Stationen als Regierungsassessor in Köln und das Regierungsassessorexamen 1914. Bei Ausbruch des Ersten Weltkriegs war er als Assessor dem Landratsamt Osterode am Harz zugeteilt. Am Krieg nahm er mit dem Ulanen-Regiment Nr. 16 und dem Infanterie-Regiment Nr. 16 teil. 1919 wurde er Hilfsarbeiter beim Landratsamt des Kreises Randow in Stettin, 1920 Referent bei der Regierung Stettin. Im August 1921 wechselte er als kommissarischer Landrat in den Kreis Königsberg Nm. Im Dezember des Jahres erhielt er seine Ernennung zum Landrat. Dort amtierte er, bis er am 29. Juni 1933 in den einstweiligen Ruhestand versetzt wurde.

### Familie
1919 heiratete Junkermann Annaberta von Lewinski, eine Tochter des Generals der Infanterie Wilhelm von Lewinski in Joachimsthal in der Uckermark.